# Воут
„Воут“ (на английски: Vought) е сред най-известните производители в САЩ и света в областта на аерокосмическата индустрия, част от гиганта „Нортроп Груман“ (Northrop Grumman Corporation).

## История
Компанията е основана през 1917 г. от Ченс Милтън Воут (на английски: Chance M. Vought). През 1919 г. започва дейност в Лонг Айлънд, Ню Йорк. Съществува като самостоятелна компания до 1960 г., когато се обединява с Джеймс Линг и новата компания е прекръстена Линг - Темко - Воут (на английски: Ling-Temco-Vought). През 1992 г. компанията продава контролния пакет акции на аерокосмическия гигант „Нортроп Груман“ и поделението е кръстено „Воут Еъркрафт дивижън“ (на английски: Vought Aircraft Division).

## Продукти
В своята история компанията „Воут“ е произвела редица исторически продукти на американската авиационна и аерокосмическа индустрия. Нейно дело са прочутите изтребители F-8 Крусейдър и A-7 Корсар, както и ракетата носител Скаут. След присъединяването си към „Нортроп Груман“, Воут е субконтрактор по някои от най-големите проекти в съвременната самолетостроителна индустрия: Боинг 747, F-22, F-35, Еърбъс А319, А320, А330 и А340. През юли 2009 г. компанията получава поръчка от Боинг на стойност 580 млн. долара за производството на секции 47 и 48 от фюзелажа на новия Боинг 787 Дриймлайнер.